# Андроник Асен Закарија
Андроник Асен Закарија (умро 1401. године) је био ђеновљански господар кнежевине Ахаје у јужној Грчкој.

## Живот
Андроник Асен Закарија је био син барона Центуриона I Закарије, члана династије Закарија из Ђенове, и Асенине, ћерке епитропа Мореје Андроника Асена по коме је Андроник добио своје грчко име. Била је сестра Ирине Асен, царице Византијског царства. Преко своје мајке Асенине и њене баке Ирине Палеолог Андроник је потицао од цара Михаила VIII Палеолога и царских угледних породица Палеолога, Анђела и Комнина. С друге стране, барон Центурионе I је био један од најмоћнијих господара кнежевине Ахаје, као велики констабл, као и господар Дамале, Естамире, Чаландрице и Лисареје.
Андроник је проглашен за витеза пре 1375. године. Ове године се, заједно са својим братом Мартином и другим младићима из кнежевине Ахаје, борио против деспотовине Мореје у бици на Гардикијуа. Нагли по природи, млади витезови су повели јуриш против византијских линија, поразивши деспота Манојла Кантакузина и приморавши га да се повуче. Касније је барон Центурионе I био део ахајског посланства послатог у Напуљско краљевство краљици Јовани I Анжујској и током свог одсуства из Ахеје Андроник је кратко време деловао као баиле кнежевине Ахаје. Негде око 1382. године, барон Центурионе I је умро и Андроник Асен Закарија је наследио баронију Чаландритса и титулу великог констабла Ахаје. Оженио се Катарином Ле Мор, ћерком Ерарда III Ле Мора, барона Аркадије церемонија венчања је обављена по грчком православном обреду. Када је барон Ерард III умро 1388. године, без мушког наследника (његов једини син је умро млад), Андроник Асен Закарија је додао Аркадију својој имовини.
Доласку Наварске компаније у Ахају противили су се многи староседеоци, међутим, Закарије под Андроником су се удружили са новом влашћу, а његова сестра Марија Закарија била је удата за генералног викара Наварске компаније и касније кнеза од Ахаје (1396–1402. године), Петра од Светог Суперана. На тај начин Андроник је заузео истакнути положај у кнежевини Ахаји, у рангу само са латинским архиепископом Патре.
Године 1387. Суперан је обновио уговор о пријатељским односима са Венецијом након што се консултовао са двором господара кнежевине Ахаје, међу којима је био Андроник као барон од Чаландрике и велики констабл. Барон Андроник је 10. септембра 1389. године, заточио војводу Нерија I Ачајолија у замку Листраина који се налазио близу савременог села Граика код Воштице. Листраина је била под контролом барона Андроника Асена Закарија и такође удаљена и неприступачна тврђава, погодна за заточење важног таоца. Наварци су тражили од војводу Нерија I повратак града Аргоса Венецији. Војвода Нерио I Атински је навео да је његов зет деспот Теодор I Палеолог освојио Аргос без његовог пристанка и обећао да ће покушати да га убеди да га врати Млетачкој републици.
Дана 22. маја 1390. године, све стране су се сложиле и војвода Нерио I од Атине је ослобођен под неким тешким условима. Барон Андроник Закарија је био један од главних преговарача у овим преговорима који је представљао кнежевину Ахају. Барон Андроник је такође био један од господара кнежевине који је 11. децембра 1390. године, био присутан на савету у замку Андруса који је дочекао посланство војводе Амадеа Савојског и разговарао са њима о амбицији војводе Амадеа да буде признат као кнез од Ахаје. 4. јуна 1395. године, заједно са кнезом Педром од Светог Суперана, био је поражен и заробљен од стране византијских Грка из деспотовине Мореје, али је пуштен у децембру, пошто су Млечани платили откуп од 50.000 хиперпира за њега и кнеза Петра од Светог Суперана. Године 1396. добио је писмо од папе Бонифација IX, које му је пружило папску заштиту и подстакло га да се енергично бори против растуће претње Турака Османлија.
Барон Андроник Асен Закарија је умро 1401. године, и наследио га је најстарији од његова четири сина, Центурионе II Закарија, који је 1404. године, постао кнез Ахаје, владајући све док га деспотовина Мореја није збацила 1430. године.

## Породица
Из брака са баронесом Катарином Ле Мор, Андроник Асен је имао најмање четири сина:
- Центурионе II Закарија (умро 1432. године): барон од Чаландрике, касније је постао кнез Ахаје (1404-1430. године) након што га је на том положају потврдио краљ Ладислав од Напуља.
- Ерард IV Закарија: наследио свог оца као барон Аркадије. Умро је 1404. године, а Аркадију је наследио његов старији брат Центурионе II.[21]
- Бенедикт Закарија: мало се зна о Бенедикту. 1418.године, бранио је Гларенцу од људи Оливијеа Франка и био је утамничен након што је Франко упао у град.[22]
- Стефан Закарија (умро 1424. године): латински надбискуп Патре 1404–1424. године.